# ألعاب مغولية

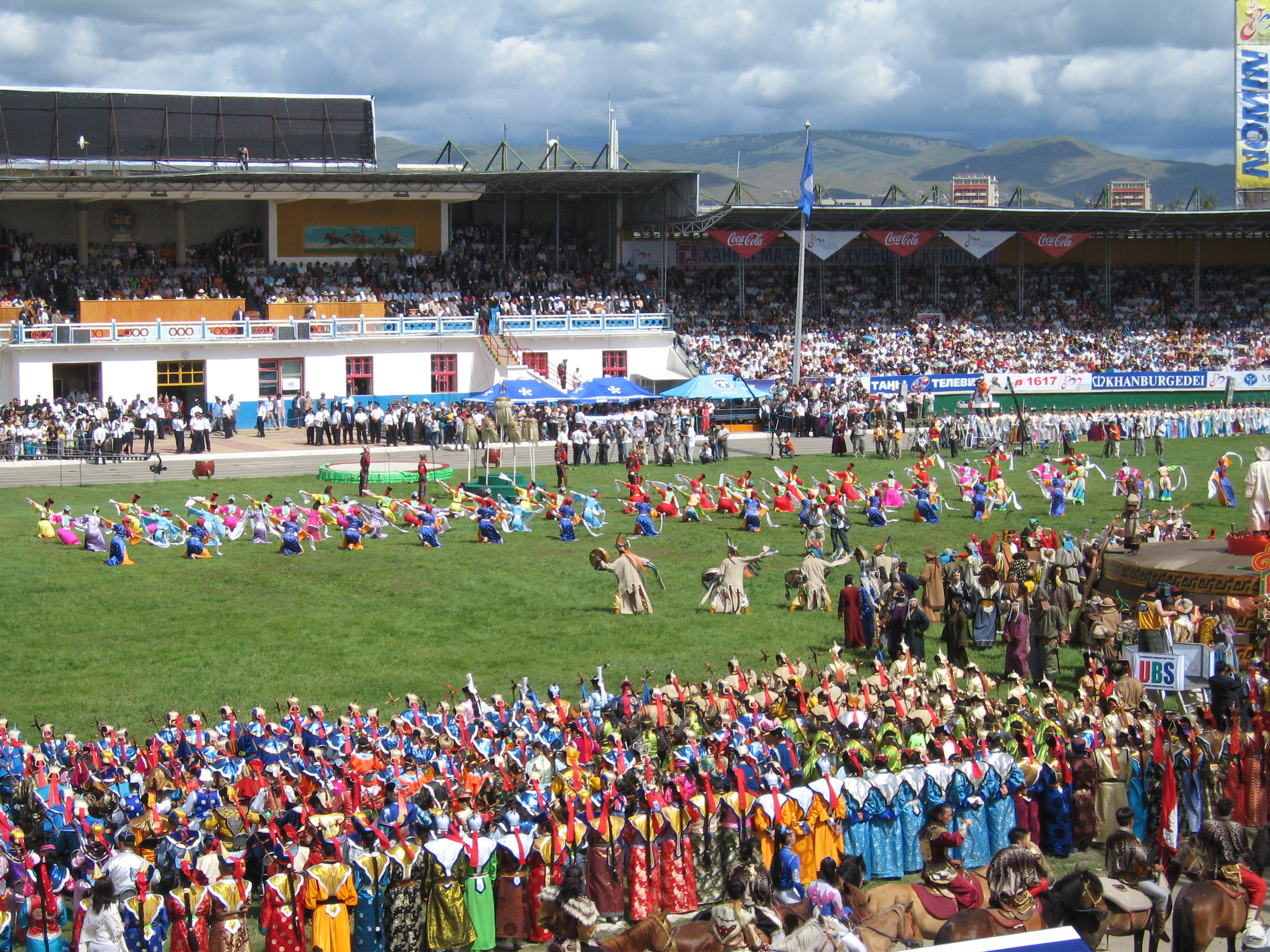

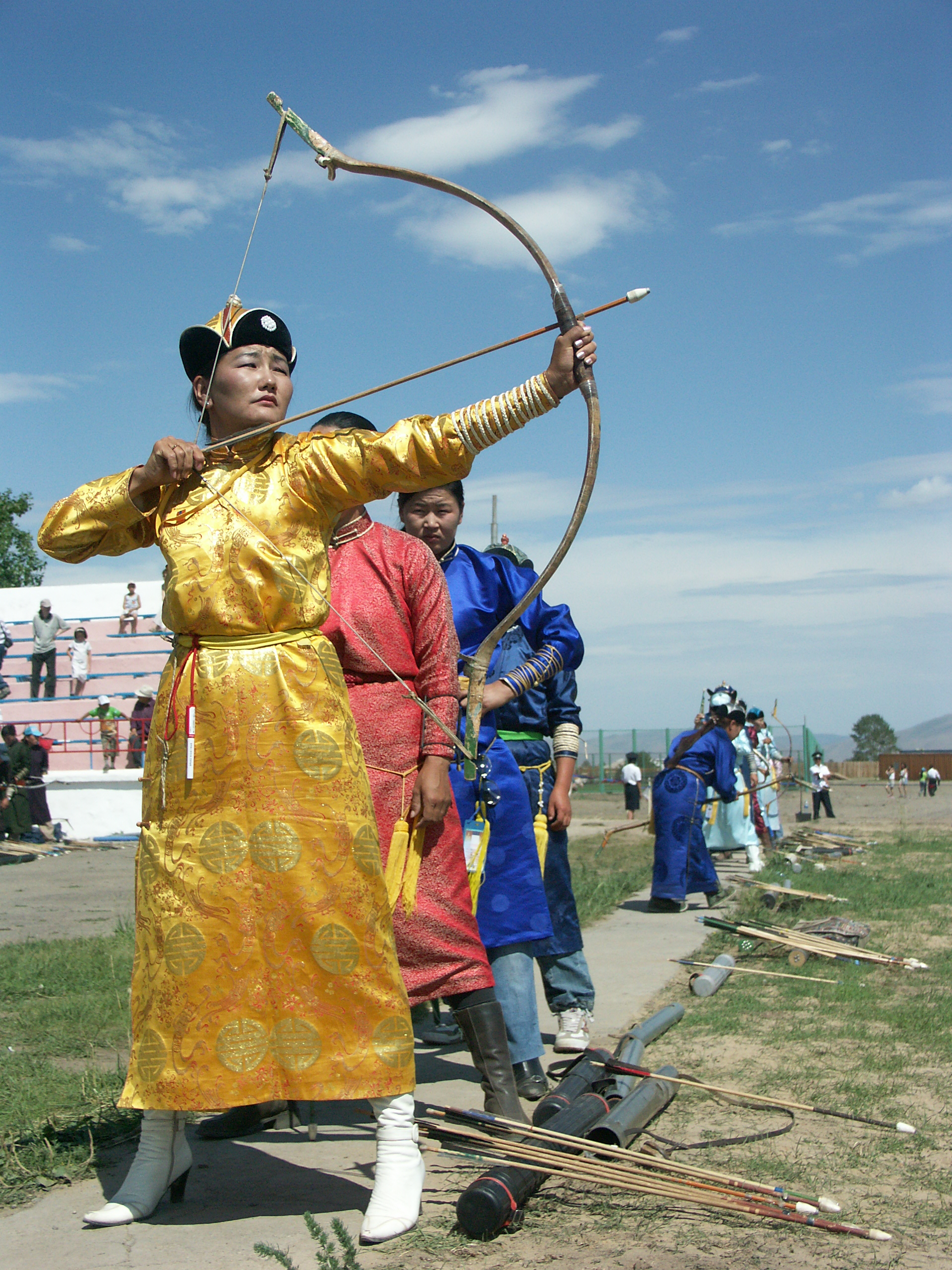
رماية النساء استحدثت أخيرا

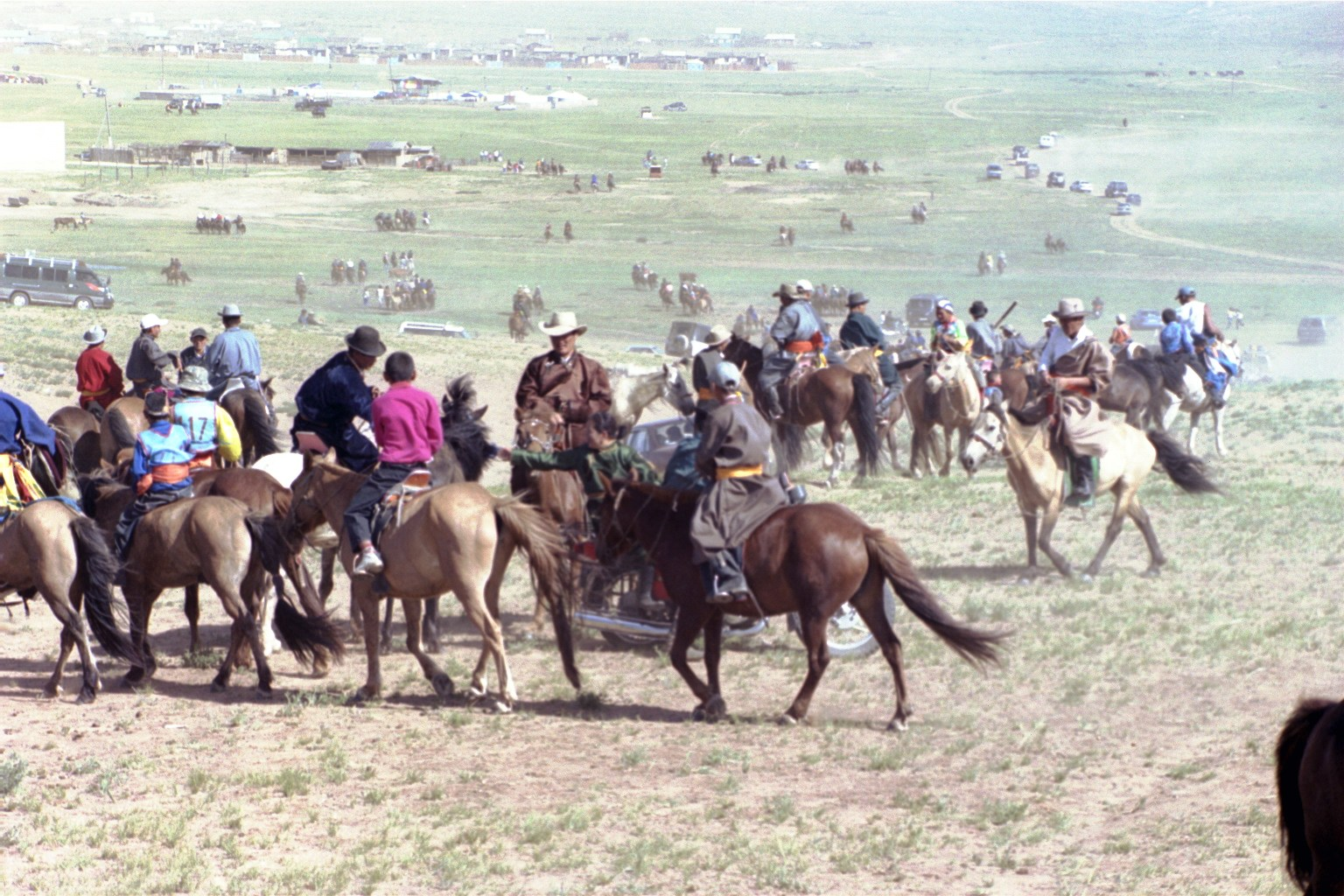
ركوب الخيل

الألعاب المغولية أكبر حدث رياضي سنوي في منغوليا، وهو مهرجان كبير يسمى أيضا «ألعاب الرجال الثلاثة» إشارة إلى المصارعة التقليدية والرماية وركوب الخيل.